# Taufbecken (Montépilloy)

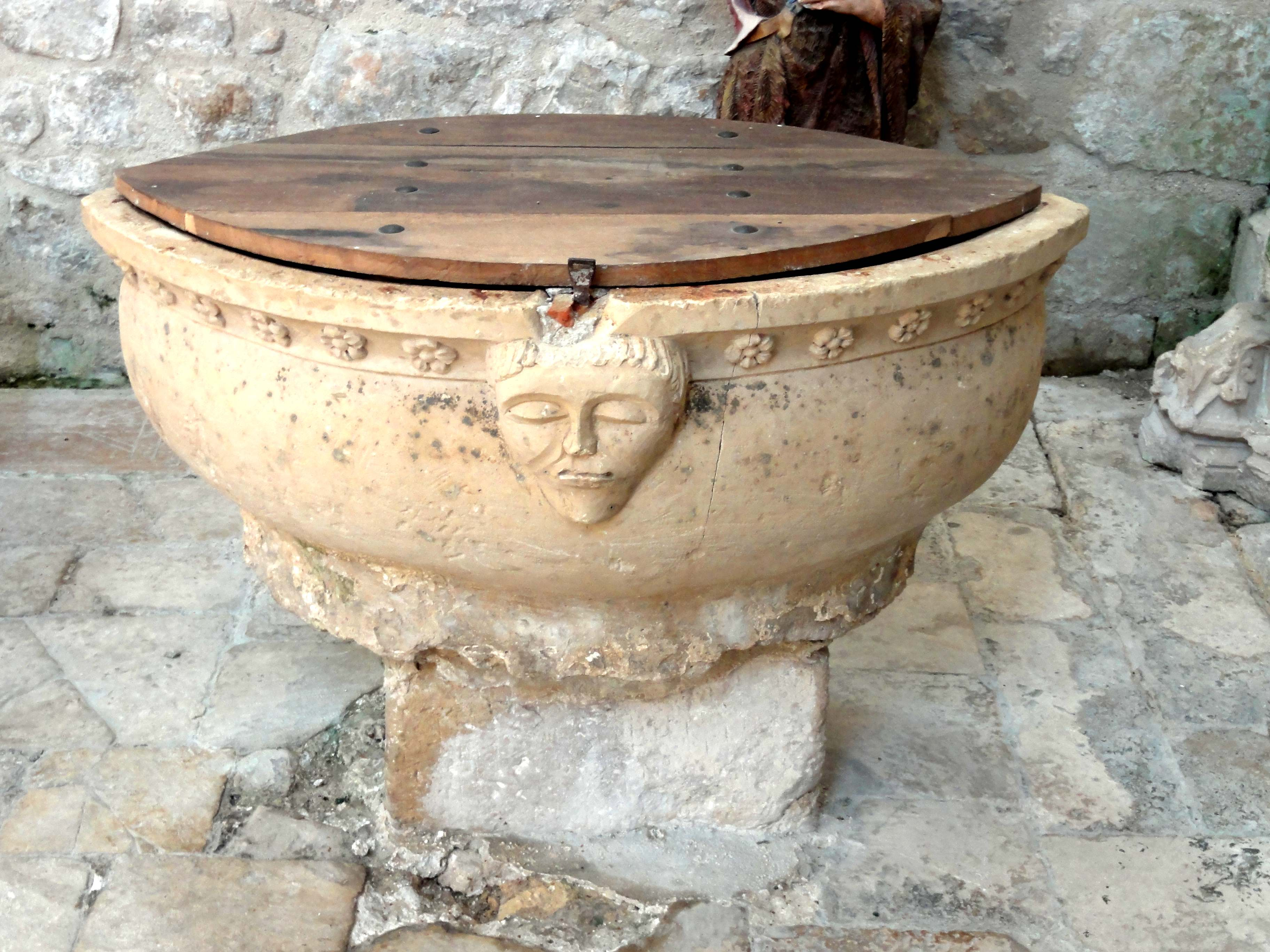
Taufbecken in Montépilloy

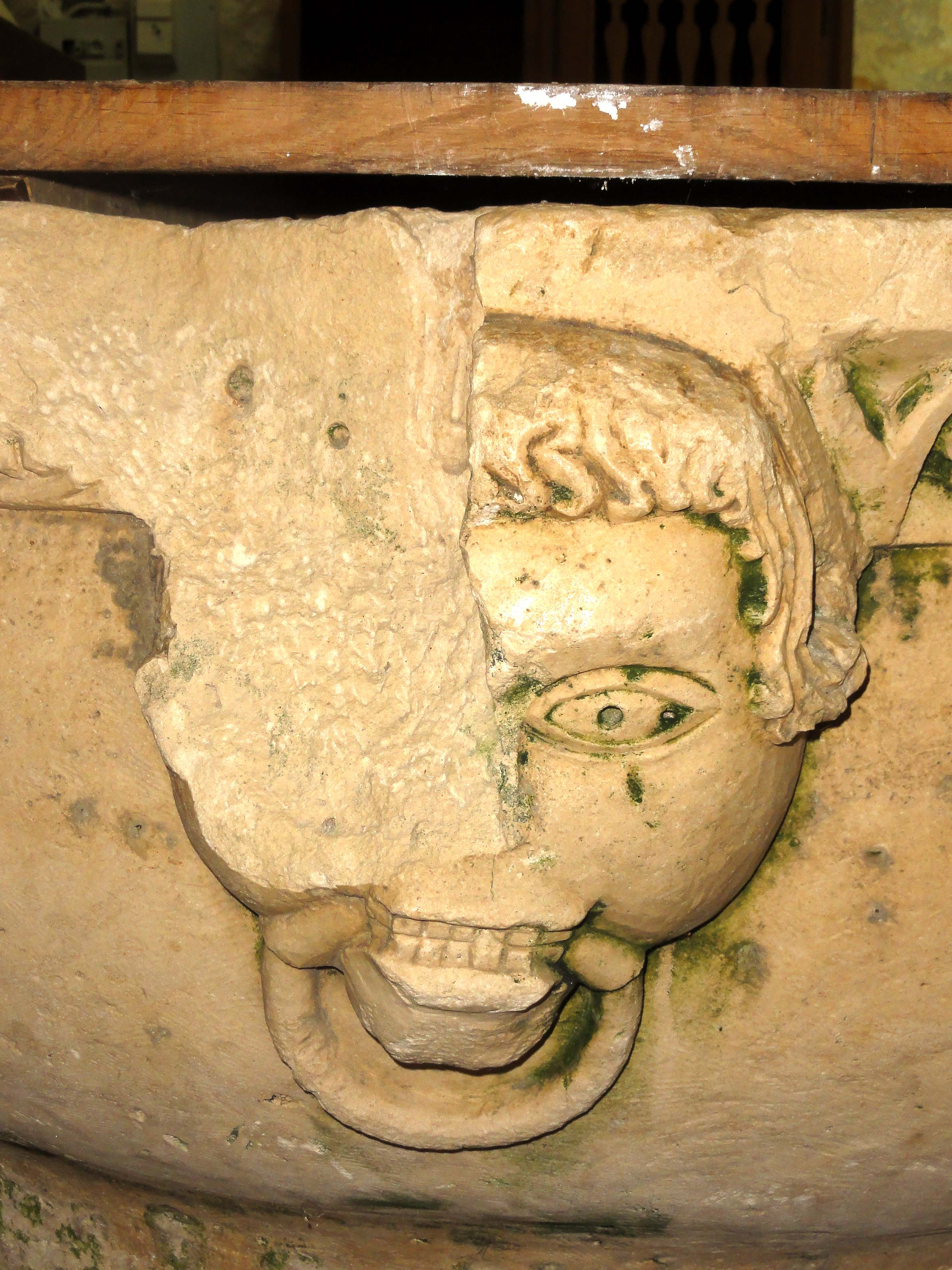
Detail

Das Taufbecken in der katholischen Pfarrkirche St-Jean-Baptiste in Montépilloy, einer französischen Gemeinde im Département Oise in der Region Hauts-de-France, wurde im 14. Jahrhundert geschaffen. Im Jahr 1912 wurde das gotische Taufbecken als Monument historique in die Liste der geschützten Objekte (Base Palissy) in Frankreich aufgenommen.
Das 55 cm hohe Taufbecken aus Kalkstein steht auf einem rechteckigen Sockel aus neuerer Zeit. Das ovale Becken wird von einem Fries mit Pflanzenmotiven und zwei menschlichen Köpfen geschmückt, von denen einer einen Ring im Mund hält.